# Pădurile tropicale din Atsinanana
Pădurile tropicale din Atsinanana este un sit al Patrimoniului Mondial care a fost înscris în 2007 și este format din 13 zone specifice din șase parcuri naționale din partea de est a Madagascarului:

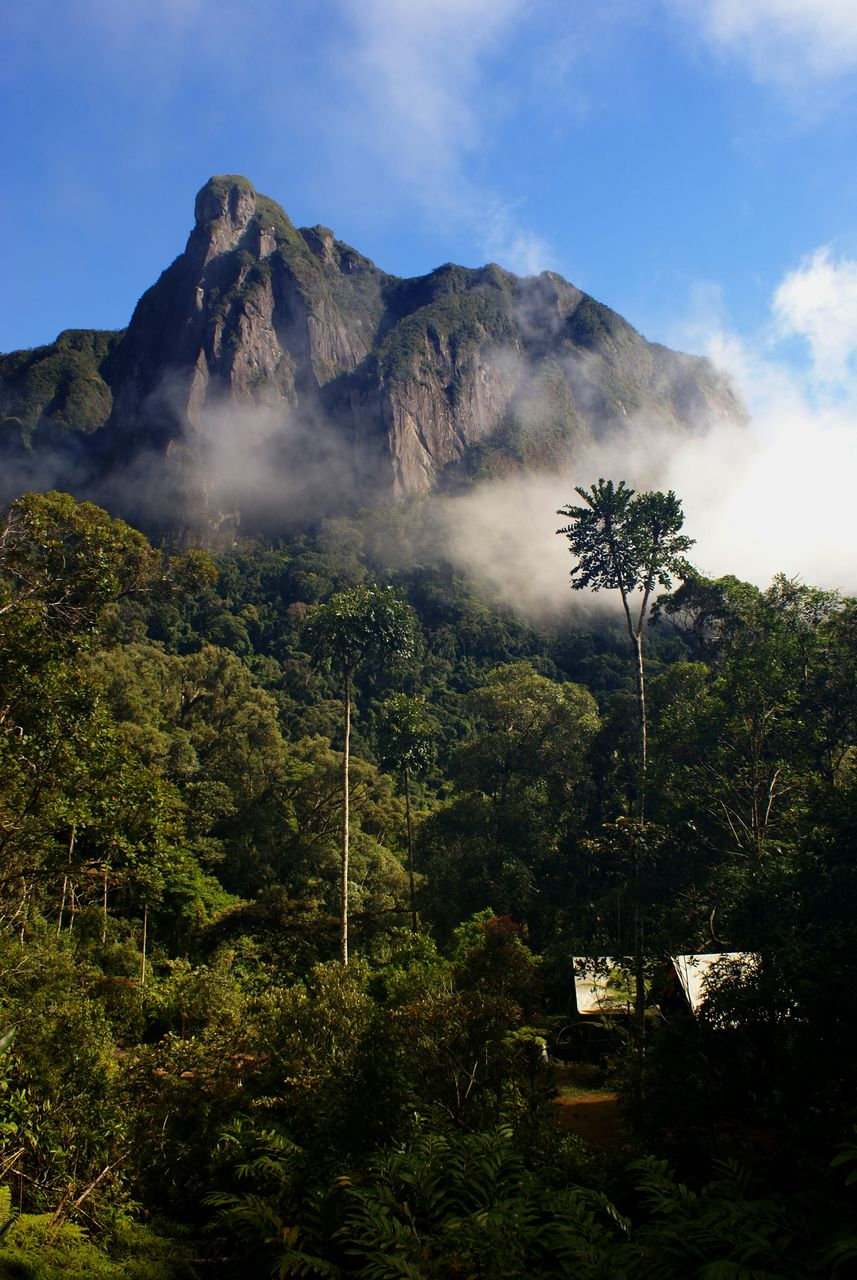
Parcul Național Marojejy

1. Parcul Național Marojejy
2. Parcul Național Masoala
3. Parcul Național Zahamena
4. Parcul Național Ranomafana
5. Parcul Național Andringitra
6. Parcul Național Andohahela

Pădurile tropicale din Atsinanana sunt distribuite de-a lungul părții de est a insulei. Aceste păduri relicte sunt extrem de importante pentru menținerea proceselor ecologice în curs de desfășurare necesare pentru supraviețuirea biodiversității unice a Madagascarului, care reflectă istoria geologică a insulei. După ce și-a încheiat separarea de toate celelalte mase terestre cu mai mult de 60 de milioane de ani în urmă, viața vegetală și animală a Madagascarului a evoluat izolat. Pădurile tropicale sunt înscrise pentru importanța lor atât pentru procesele ecologice și biologice, cât și pentru biodiversitatea lor și pentru speciile amenințate pe care le susțin. Multe specii sunt rare și amenințate în special lemurii și alte primate.